# Жаниополис
Жаниополис (порт. Janiópolis) — муниципалитет в Бразилии, входит в штат Парана. Составная часть мезорегиона Западно-центральная часть штата Парана. Входит в экономико-статистический микрорегион Гойоэре. Население составляет 6214 человека на 2006 год. Занимает площадь 335,613 км². Плотность населения — 18,5 чел./км².

## История
Город основан 18 ноября 1962 года.

## Статистика
- Валовой внутренний продукт на 2003 год составляет 74 135 247,00 реалов (данные: Бразильский институт географии и статистики).
- Валовой внутренний продукт на душу населения на 2003 год составляет 10 482,93 реалов (данные: Бразильский институт географии и статистики).
- Индекс развития человеческого потенциала на 2000 год составляет 0,692 (данные: Программа развития ООН).